# ماریانا میهوتس
ماریانا میهوتس (رومانیایی: Mariana Mihuț؛ زاده ۷ نوامبر ۱۹۴۲) بازیگر و صداپیشه اهل رومانی است.
از فیلم‌ها یا مجموعه‌های تلویزیونی که وی در آن‌ها نقش داشته‌است، می‌توان به پیامبر، طلا و اهالی ترانسیلوانی، پاکالا، میتیکا، زنگ‌ها برای چه به صدا درآمده‌اند؟ و بلوط اشاره نمود.